# Американський пиріг: Знову разом
«Американський пиріг: Знову разом» (англ. American Reunion, дослівно укр. Американське возз'єднання) — американський комедійний фільм режисерів Джона Гурвіца і Гайдена Скулсберґа (були також сценаристами), що вийшов 2012 року. У головних ролях Джейсон Біґґс, Елісон Ганніган, Кріс Кляйн та інші.
Продюсерами стрічки були Адам Герц, Кріс Мур, Крейґ Перрі і Воррен Зайд. Вперше фільм продемонстрували 5 квітня 2012 року у низці країн світу, у тому числі і в Україні.

## Сюжет
Минуло 13 років з часу закінчення школи і старі друзі Джім, Мішель, Оз, Кевін, Фінч, Стіфлер та інші збираються у свої школі, щоб згадати шкільні роки і з'ясувати як їх змінило життя.

## У ролях
| Актор            | Персонаж                                          | Роль                                                       |
| ---------------- | ------------------------------------------------- | ---------------------------------------------------------- |
| Джейсон Біґґс    | Джім Левенштайн (англ. Jim Levenstein)            | випускник школи, чоловік Мішель                            |
| Елісон Ганніган  | Мішель Левенштайн (англ. Michelle Levenstein)     | випускниця школи, дружина Джіма                            |
| Кріс Кляйн       | Кріс «Оз» Озтрайкер (англ. Chris "Oz" Ostreicher) | випускник школи, спортивний коментатор НФЛ                 |
| Томас Ян Ніколас | Кевін Маєрс (англ. Kevin Myers)                   | випускник школи, архітектор                                |
| Шон Вільям Скотт | Стів Стіфлер (англ. Steve Stifler)                | випускник школи, тимчасовий робітник в інвестиційній фірмі |
| Тара Рід         | Вікі Латум (англ. Vicky Lathum)                   | випускниця школи                                           |
| Міна Суварі      | Хізер (англ. Heather)                             | випускниця школи                                           |
| Едді Кей Томас   | Пол Фінч (англ. Paul Finch)                       | випускник школи, який подорожує світом                     |
| Джон Чо          | Джон (англ. John)                                 | випускник школи, агент з нерухомості                       |
| Дженніфер Кулідж |                                                   | мати Стіфлера                                              |
| Юджин Леві       | Ной Левенштайн (англ. Noah Levinstein)            | батько Джима                                               |
| Наташа Лайонн    | Джессіка (англ. Jessica)                          | випускниця школи                                           |
| Катріна Бовден   | Міа (англ. Mia)                                   |                                                            |

## Виробництво
Перший фільм відомої франшизи, сценарій до якого не писав Адам Герц. Джон Гурвіц і Хейден Шлоссберг написали сценарій.
З головних ролей тільки Едді Кей Томас є єдиним, хто насправді випустився у 1999 році.
Джей Харрінгтон, який грає доктора Рона, також зіграє персонажа на ім'я доктор Рон у Відчайдушні домогосподарки[джерело?].

## Сприйняття

### Критика
Фільм отримав загалом змішані відгуки: Rotten Tomatoes дав оцінку 44 % на основі 170 відгуків від критиків (середня оцінка 5,2/10) і 63 % від глядачів із середньою оцінкою 3,7/5 (336,373 голоси). Загалом на сайті фільми має змішаний рейтинг, фільму зарахований «гнилий помідор» від кінокритиків, проте «попкорн» від глядачів, Internet Movie Database — 6,7/10 (126 367 голосів), Metacritic — 49/100 (34 відгуки критиків) і 6,9/10 від глядачів (187 голосів). Загалом на цьому ресурсі від критиків фільм отримав змішані відгуки, а від глядачів — позитивні.

### Касові збори
Під час показу у США, що розпочався 6 квітня 2012 року, протягом першого тижня фільм показали у 3,192 кінотеатрах і він зібрав $21,514,080, що на той час дозволило йому зайняти 2 місце серед усіх прем'єр. Показ фільму протривав до 31 травня 2012 року. За цей час фільм зібрав у прокаті у США $57,011,521, а у решті світу $177,978,063, тобто загалом $234,989,584 при бюджеті $50 млн.
Під час показу в Україні, що стартував 5 квітня 2012 року, протягом першого тижня фільм показали у 105 кінотеатрах і він зібрав $480,839, що на той час дозволило йому зайняти 1 місце серед усіх прем'єр. Показ фільму протривав до 3 червня 2012 року, за цей час, в Україні, фільм зібрав $1,131,508. Із цим показником стрічка зайняла 27 місце у кінопрокаті за касовими зборами і увійшла у список лідерів кінопрокату України 2012 року.

### Нагороди і номінації[12]
| Рік  | Нагорода             | Категорія                       | Номінант        | Результат |
| ---- | -------------------- | ------------------------------- | --------------- | --------- |
| 2012 | Teen Choice Awards   | Вибір фільму: комедія           | стрічка         | Номінація |
| 2012 | Teen Choice Awards   | Вибір актора у фільмі: комедія  | Джейсон Біґґс   | Номінація |
| 2012 | Teen Choice Awards   | Вибір актриси у фільмі: комедія | Елісон Ганніган | Номінація |
| 2013 | BMI Film & TV Awards | Музика до фільму                | Лайл Воркмен    | Перемога  |

## Цікаві факти
- Юджин Леві — єдиний актор, який з'являється в кожному фільмі франшизи Американський пиріг.
- У цьому фільмі показано, що ім'я батька Джима — Ноа[джерело?].